# Enrico Nani
Enrico Nani (Parma, 4 novembre 1872 – Roma, 22 dicembre 1940) è stato un baritono italiano.

## Biografia
Baritono dall'«uso sapiente della mezzavoce e la sua emissione era apprezzata per la sonorità, l'ampiezza, la duttilità, l'omogeneità in tutti i registri», studiò canto con il baritono Antonio Cotogni. Debuttò nel 1899 al Teatro Sociale di Codogno, nelle parti di Alfio in Cavalleria rusticana e Silvio nei Pagliacci, opera cantata nella stessa stagione al Teatro Duse di Bologna. Nel 1900 si esibì al Teatro della Fortuna di Fano nella parte di Marcello ne La bohème e di Enrico nella Lucia di Lammermoor, e successivamente al Teatro di Piacenza nella parte di Giorgio Germont ne La traviata. Nella stagione 1901 del Teatro Goldoni di Livorno cantò in Aida, La favorita e Un ballo in maschera. Tappa fondamentale del suo percorso artistico fu la stagione al Teatro Comunale di Bologna, dove nel novembre 1901 cantò nella parte di Rigoletto con a fianco il celebre tenore Enrico Caruso. L'anno successivo debuttò al Teatro alla Scala di Milano nella parte di Peter nell'opera Hänsel e Gretel di Engelbert Humperdinck, con la direzione di Arturo Toscanini. Alla Scala vi ritornò nella stagione 1913 nella parte di Jago in Otello con a fianco il tenore Icilio Calleja e con la direzione di Tullio Serafin.
Fu scritturato nei principali teatri italiani: Teatro la Fenice di Venezia, Teatro Massimo di Palermo, Teatro San Carlo di Napoli, Teatro Comunale di Bologna, Teatro Regio di Torino, Teatro Carlo Felice di Genova, Teatro Grande di Brescia. Significativa anche la sua presenza nei palcoscenici internazionali di Vienna, Montecarlo, San Pietroburgo, Madrid, Barcellona, Buenos Aires, Santiago del Cile, Montevideo, Valparaíso, Malta.
Sposò la giovanissima Gisella Grahor, ballerina della scala di Trieste e successivamente di importanti palchi; vissero anche a Santiago del Cile fino al terremoto del 1906,  tornando poi definitivamente in Europa.
Si ritirò dalle scene il 16 marzo 1924 cantando nella parte di Michonnet in Adriana Lecouvreur tenuta al Teatro Carlo Felice di Genova. Al termine della sua carriera si stabilì a Roma.
È sepolto nel Cimitero monumentale del Verano (nella zona del Pincetto Circolare) dove lo scultore Tamagnini, suo grande amico, progettò e Scolpì la tomba.
Nani fu un baritono particolarmente adatto al repertorio verdiano, le parti di Rigoletto e di Nabucco furono le più eseguite durante la sua carriera. Interpretò con successo anche ruoli appartenenti al repertorio verista dove si richiede le presenza del baritono "vilain", la parte del cattivo per eccezione, grazie anche alle sue innate capacità di cantante-attore.
Testimonianza della sua voce restano alcune registrazioni eseguite in studio negli anni trenta per la casa discografica Fonotipia e oggi rimasterizzate in CD.
Esistono anche dischi in vinile originali a 78 giri di alcune sue opere.

## Repertorio
- Gaetano Donizetti
  - L'elisir d'amore (Belcore)
  - Lucia di Lammermoor (Enrico)
  - La favorita (Alfonso)
- Giuseppe Verdi
  - La traviata (Giorgio Germont)
  - Rigoletto (Rigoletto)
  - Aida (Amonasro)
  - Nabucco (Nabucco)
  - Un ballo in maschera (Renato)
  - Otello (Jago)
  - Falstaff (Falstaff)
- Richard Wagner
  - Tristano e Isotta (Kurvenaldo)
- Giacomo Meyerbeer
  - Dinorah (Hoël)
- Giacomo Puccini
  - Tosca (Scarpia)
  - La fanciulla del West (Rance)
  - La rondine (Rambaldo)
- Pietro Mascagni
  - Cavalleria rusticana (Alfio)
- Ruggero Leoncavallo
  - Pagliacci (Silvio)
  - Zazà (Bussy)
- Umberto Giordano
  - Andrea Chénier (Gerard)
  - Madame Sans-Gêne (Leroy)
- Alfredo Catalani
  - La Wally (Vincenzo)
- Riccardo Zandonai
  - Giulietta e Romeo (Bernabò)
- Francesco Cilea
  - Adriana Lecouvreur (Michonnet)
- Engelbert Humperdinck
  - Hänsel e Gretel (Peter)
- Italo Montemezzi
  - L'amore dei tre re (Manfredo)
- Giovanni Bucceri
  - Ondina
- Daniele Napoletano
  - Villa Clermont

## Discografia
- Giuseppe Verdi, Nabucco: "Chi mi toglie" - "Donna chi sei?" - Dio di Giuda
- Giuseppe Verdi, Nabucco: Enrico Nani – Giannina Russ: "Oh di qual onta aggravasi" - "Deh perdona ad un padre".
- Giuseppe Verdi, Un ballo in maschera: "Eri tu che macchiavi".
- Giuseppe Verdi, La traviata: "Madamigella Valery".
- Giacomo Meyerbeer, Dinorah: "Sei vendicata assai".
- Ruggero Leoncavallo, Pagliacci: "Si può".
- Ruggero Leoncavallo, Zazà: "Zazà piccola zingara".
- Italo Montemezzi, L'amore dei tre re:  Enrico Nani – Giuseppina Zinetti: "Suonata è l'ora della partenza".